# Monegro
Monegro es una localidad del municipio de Campoo de Yuso (Cantabria, España). En el año 2012 contaba con una población de 68 habitantes (INE). La localidad se encuentra a 846 metros de altitud sobre el nivel del mar, y a 3 kilómetros de la capital municipal, La Costana. Hay alojamientos y restaurantes.

## Paisaje y naturaleza
Entre Monegro y Quintana existe un pequeño bosque de robles de las especies “Quercus Pyrenaica” y “Quercus robur” compuesto por árboles de gran entidad, de los que nos encontramos algún espécimen muy valioso en el mismo casco del pueblo.
Si subimos hasta la ermita de las Nieves, nos sorprenderá la amplitud y la belleza de la panorámica que desde aquí se disfrutaba, abarcando desde las cumbres casi siempre blancas de la Sierra de Labra en Alto Campoo, hasta los monte de Burgos con sus llamativas estructuras calizas cortadas bruscamente. Es un excepcional mirador que nos permite calibrar la extensión real del embalse del Ebro y percibir en encanto de un paisaje contradictorio y ambiguo, que con el tiempo ha pasado a formar parte del atractivo natural y ecológico de Campoo.

## Patrimonio histórico
La iglesia de Santa Cecilia se empezaría a construir a finales del siglo XVI o como mucho a principios del XVII siguiendo una traza tardogótica con cabecera poligonal apuntalada con contrafuertes esbeltos, escalonados y radiales. El modelo gozó de éxito sobre todo en Campoo de Yuso (Orzales, Villasuso) y en Valderredible (Susilla, Quintanilla de An, etc.) que tienen iglesias similares y es una muestra del arraigo tardío que tuvo la arquitectura gótica en la zona campurriana. En el siglo XVIII se le añaden dependencias laterales que enmascaran las proporciones estiradas de la iglesia y una espadaña con remate4s abalaustrados. El retablo mayor se construyó en las últimas décadas del XVII y es una obra de cierto valor relacionada con talleres de Cayón o Penagos. La imaginería, a excepción de la de la titular, es de carácter muy popular.
La ermita de Nuestra Señora de las Nieves, patrona del municipio de Campoo de Yuso, es un edificio del siglo XVIII, muy sencillo, cabecera cuadrada destacada en planta y en alzado y espadaña de una tronera con remate de frontón curvo partido. Guarda imaginería de alguno de los pueblos desaparecidos bajo las aguas del pantano como La Magdalena.
- Datos: Q6021718